# II liga polska w futsalu (2023/2024)
II liga 2023/2024 – 18. edycja rozgrywek drugiego poziomu ligowego futsalu mężczyzn w Polsce. Wystąpiło 28 zespołów, które są podzielone na cztery grupy makroregionalne. 
W II lidze rywalizować będą systemem każdy z każdym cztery grupy. Zwycięzcy grup uzyskają bezpośredni awans do I ligi. Spadną po dwa ostatnie zespoły z każdej grupy, przy czym liczba ta może się zmienić w zależności od tego, kto z najwyższej klasy rozgrywkowej spadnie i kto do niej awansuje.

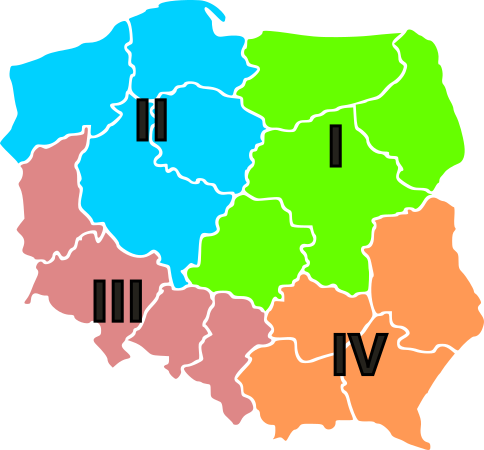
Podział grup makroregionalnych w II lidze futsalu

| Rozgrywki                | Poziomy ligowe | Liga        | Sezon                     |
| ------------------------ | -------------- | ----------- | ------------------------- |
| Centralne                | I poziom       | Ekstraklasa | Sezon 2023/2024 (1 grupa) |
| Centralne                | II poziom      | I Liga      | Sezon 2023/2024 (2 grupy) |
| Makroregionalne          | III poziom     | II Liga     | Sezon 2023/2024 (4 grupy) |
| Regionalne (16 Związków) | IV poziom      | III Liga    | Sezon 2023/2024 (16 grup) |

## Tabele

### Makroregion I
| Lp. | Drużyna          | M  | Z  | R | P  | Bramki | Bramki | Różn. | Pkt. | Uwagi  |
| --- | ---------------- | -- | -- | - | -- | ------ | ------ | ----- | ---- | ------ |
| 1   | Kia Łowicz       | 12 | 11 | 0 | 1  | 76     | 28     | +48   | 33   | Awans  |
| 2   | UMKS Zgierz      | 12 | 9  | 0 | 3  | 94     | 55     | +39   | 27   |        |
| 3   | Zdrowie Garwolin | 11 | 6  | 1 | 4  | 64     | 59     | +5    | 19   |        |
| 4   | AZS AWF Warszawa | 12 | 6  | 1 | 5  | 69     | 58     | +11   | 19   |        |
| 5   | Elite Team Ząbki | 12 | 5  | 0 | 7  | 60     | 54     | +6    | 15   |        |
| 6   | Mazur Karczew    | 11 | 2  | 0 | 9  | 40     | 77     | -37   | 6    | Spadek |
| 7   | Jurand Barciany  | 12 | 1  | 0 | 11 | 26     | 98     | -72   | 3    | Spadek |

Źródło 

### Makroregion II
| Lp. | Drużyna            | M  | Z  | R | P  | Bramki | Bramki | Różn. | Pkt. | Uwagi  |
| --- | ------------------ | -- | -- | - | -- | ------ | ------ | ----- | ---- | ------ |
| 1   | Wiara Lecha Poznań | 14 | 13 | 0 | 1  | 91     | 34     | +57   | 34   | Awans  |
| 2   | Futsal Leszno      | 14 | 9  | 1 | 4  | 67     | 37     | +30   | 28   |        |
| 3   | Orlik Mosina       | 14 | 8  | 1 | 5  | 65     | 47     | +18   | 25   |        |
| 4   | KP Września        | 14 | 8  | 0 | 6  | 68     | 62     | +6    | 24   |        |
| 5   | Zawisza Bydgoszcz  | 14 | 6  | 1 | 7  | 69     | 79     | -10   | 19   |        |
| 6   | Gostyński Futsal   | 14 | 5  | 1 | 8  | 46     | 74     | -28   | 16   |        |
| 7   | BestDrive Piła     | 14 | 3  | 0 | 11 | 42     | 68     | -26   | 9    | Spadek |
| 8   | Power-Pol Chełmża  | 14 | 2  | 0 | 12 | 53     | 100    | -47   | 6    | Spadek |

Źródło 

### Makroregion III
| Lp. | Drużyna                      | M  | Z | R | P | Bramki | Bramki | Różn. | Pkt. | Uwagi |
| --- | ---------------------------- | -- | - | - | - | ------ | ------ | ----- | ---- | ----- |
| 1   | Profi-Sport Duda Gałów       | 10 | 7 | 2 | 1 | 45     | 28     | +17   | 23   | Awans |
| 2   | Orzeł Futsal Jelcz-Laskowice | 10 | 6 | 1 | 3 | 35     | 32     | +3    | 19   |       |
| 3   | Polonia Bielany Wrocławskie  | 10 | 5 | 2 | 3 | 53     | 51     | +2    | 17   |       |
| 4   | Śląsk II Wrocław             | 10 | 4 | 0 | 6 | 43     | 47     | -4    | 12   |       |
| 5   | Górnik Sosnowiec             | 10 | 3 | 2 | 5 | 40     | 43     | -3    | 11   |       |
| 6   | Bongo Opole                  | 10 | 1 | 1 | 8 | 37     | 52     | -15   | 4    |       |

- Nikt nie spadł do III ligi.

Źródło 

### Makroregion IV
| Lp. | Drużyna                             | M  | Z  | R | P  | Bramki | Bramki | Różn. | Pkt. | Uwagi            |
| --- | ----------------------------------- | -- | -- | - | -- | ------ | ------ | ----- | ---- | ---------------- |
| 1   | KKF Kazimierza Wielka               | 12 | 10 | 1 | 1  | 71     | 28     | +43   | 31   | Awans            |
| 2   | Futsal Club Łańcut                  | 12 | 7  | 3 | 2  | 73     | 57     | +16   | 24   |                  |
| 3   | BSF Busko-Zdrój                     | 12 | 6  | 3 | 3  | 78     | 47     | +31   | 21   |                  |
| 4   | Tech-Project Jarosław               | 12 | 4  | 3 | 5  | 47     | 58     | -11   | 15   |                  |
| 5   | Fundacja Ekorozwój Ponidzia Pińczów | 12 | 4  | 1 | 7  | 65     | 81     | -16   | 13   | Wycofany po sez. |
| 6   | Futsal Club Tarnów                  | 12 | 3  | 2 | 7  | 48     | 71     | -23   | 11   |                  |
| 7   | Stal Mielec                         | 12 | 1  | 1 | 10 | 45     | 85     | -40   | 4    | Spadek           |

Źródło 